# Eleonora Gonzaga (1493–1550)
Eleonora Gonzaga (31. prosince 1493, Mantova – 13. února 1550, Urbino) byla dcerou mantovského markraběcího páru Františka II. Gonzagy a Isabely d’Este. Eleonora měla tři mladší bratry Federika, Ercola, Ferranta a sestry Ippolitu a Paolu.
25. září 1509 se provdala za urbinského vévodu Františka Mariu I., s nímž měla dvanáct dětí:
- Guidobaldo (1514–1574), urbinský vévoda

1. ∞ 1535 Julie da Varano
2. ∞ 1547 Viktorie Farnese

- Jana (1515–1518)
- Jan (1516–1518)
- Kateřina (1518–1520)
- Beatrice (1521–1522)
- František Maria (1523–1525)
- Ippolita (1525 –1561) ∞ 1531 montaltský vévoda Antonín Aragonský
- Marie (1527–1528)
- Alžběta (1529–1561) ∞ 1552 markrabě Alberico I. Cybo Malaspina
- Julie (1531–1563) ∞ 1549 markrabě Alfons d’Este
- Julius (1533–1598), vévoda a kardinál
- Violanta (1535–1538)